# Jürgen Matlok
Jürgen Matlok (f. 8. juni 1940) var viceskoledirektør ved Dansk Skoleforening for Sydslesvig e.V. i Flensborg 1989-2001.
I stedet for Jürgen vil han gerne kaldes ved det danske Jørgen, for han er medlem af det danske mindretal og flensborger. Han voksede op i Flensborg, gik i dansk skole, først Oksevejens Skole fra 1946 og derefter Gustav Johannsen-Skolen, og han blev uddannet som skibsbygger ved Flensborg Skibsværft. I 1965 kom han på Tønder Statsseminarium. Efter lærereksamen i Danmark kom han i 1969 som enelærer (skoleleder) til Vyk på vadehavsøen Før og blev der i 7 år. Da han i 1976 blev lærer på Gustav Johannsen-Skolen i Flensborg, forbedredes hans muligheder for regelmæssigt at deltage i Danmarks Lærerhøjskoles kurser i Sønderjylland, og han deltog i mange kurser inden for sine interesseområder matematik, fysik og kemi.
Jørgen Matlok blev sidenhen skoleinspektør (1981-1989) på Jens Jessen-Skolen i Mørvig i nordøstlige Flensborg, inden han i 1989 blev viceskoledirektør. Han gik af per 1. oktober 2001 som 61-årig  på grund af sygdom og blev efterfulgt af en anden sydslesviger, Uwe Prühs, der dog tiltrådte allerede 1. september.
En af Jørgen Matloks aktiviteter som pensionist har været som frivillig medarbejder på Feriekontoret, der varetager sydslesvigske børns ferierejser.
Jørgen Matlok er den ene af tre brødre, hvoraf én, Werner Matlok, er tidligere præst ved den danske kirke i Lyksborg og den anden, Siegfried Matlok, var fra 1979 til 2013 chefredaktør for "Der Nordschleswiger", som er det tyske mindretal i Nordslesvigs avis.